# Cusi Cusi
Cusi Cusi è un comune (comisión municipal in spagnolo) dell'Argentina, appartenente alla provincia di Jujuy, nel dipartimento di Santa Catalina.
In base al censimento del 2001, nel territorio comunale dimorano 1.328 abitanti, di cui 359 nella cittadina capoluogo del comune.
Parte del territorio comunale si estende sul dipartimento di Rinconada.